# Безгранична любов
„Безгранична любов“ (на турски: Hudutsuz Sevda) е турски драматичен телевизионен сериал, продуциран от Medyapım. Първият епизод е излъчен на 21 септември 2023 г., режисиран от Мурат Йозтюрк и по сценарий на Бахадър Йозденер. С участието на Дениз Джан Акташ, Мирай Данер, Есра Дерманджъоулу, Бурак Серген, Бурак Севинч и Асуман Дабак.

## Сюжет
Халил Ибрахим Карасу се завръща в родното черноморско село, от което е принуден да избяга, заради убийството на баща си. То е поръчано от престъпния бос Ризван Лето. Двадесет години по-късно Халил Ибрахим се завръща, за да се ожени за любимата си от детството Ясемин. Той обаче не знае, че Тарък, един от синовете на Ризван, я обича и я притеснява доста често. Тарък не е от любимите деца на баща си, но когато разговаря с майка си за Ясемин, тя убеждава Ризван да поискат момичето за жена на сина им. Ясемин не иска този брак, защото е влюбена в Халил Ибрахим, и двамата решават да избягат. Тарък ги намира и убива Ясемин, а Халил Ибрахим убива Тарък. След това единствената цел в живота на Халил Ибрахим е да унищожи Ризван Лето. Той печели неочаквани съюзници, сред които е и дъщерята на Ризван Зейнеп – след като научава какво е причинило семейството ѝ на Халил Ибрахим, тя иска да му помогне. Двамата обаче се познават от началното училище, където са учили заедно и когато Зейнеп е влюбена в Халил Ибрахим. Когато сега те отново се сближават, нейните чувства се завръщат.

## Актьорски състав
- Дениз Джан Акташ – Халил Ибрахим Карасу
- Мирай Данер –	Зейнеп Лето Карасу
- Елчин Зехра Ирем – Дидем Чевик
- Биран Дамла Йълмаз – Ясемин
- Онур Дилбер – Ахмет Карасу
- Бурак Севинч – Фикрет Лето
- Асуман Дабак – Недиме Мартен Лето
- Бурак Серген – Ръзван Лето
- Чаала Ърмак –	Еданур Карачамлъ
- Хюля Гюлшен –	Сакине Чайърлъ
- Хюля Шен – Зухал Каятан Кулпа
- Ярен Япъджъ –	Лейля Лето
- Джансън Шенел – Сема
- Джанан Аталай – Айше Кулпа Лето
- Тевфик Ерман Кутлу – Шота
- Мазхар Алиджан Уур – Осман
- Емре Булут – Туран
- Хайдар Шишман – Дервиш
- Мерве Хонджа – Елиф
- Незир Чънарлъ – Явуз Лето
- Мехмет Корхан Фърат – лейтенант от жандармерията Оуз Сойкан
- Танер Туран –	Несим Кулпа
- Метин Бюктел – Дурсун Лето
- Тюлай Гюнал –	Нергиз Лето
- Джанер Куртаран –	Меджнун Бинбашъ
- Хаял Кьосеоулу – Дамла Лето
- Седат Калкаван – Давут
- Зехра Йълмаз – Гамзе Лето
- Таха Бора Елкоджа – Тамер Лето
- Хюсеин Сойсалан –	Нихат Мартен
- Каан Тургут –	Серкан
- Зафер Калфа –	Муса
- Йозгюр Емре Йълдъръм – Левент Кулпа
- Алп Акар – Тунджай Лето
- Яъз Джан Конялъ – Хакан Мартен
- Есенгюл Айпек – Джейлан
- Йозлем Башкая – Фатма
- Беркай Акън –	Музаффер
- Синем Йенер Екшиоулу – Мерве Карачамлъ
- Ихсан Илхан –	Юсуф Карачамлъ
- Мелике Кючюк – Севда
- Есра Дерманджъоулу – Асийе Каятан Лето
- Джемал Хюнал – Йълмаз Kaя Мартен
- Левент Ташчъ – Албай Ачар
- Джем Емюлер –	Мехмет Али Сарп
- Мехмет Чакмак – Нусрет
- Айхан Ероулу – Дженгиз
- Али Гювенди –	Акиф Сарп
- Енес Кюлахчъ – Темел Карачамлъ
- Емир Чичек – Решит Чайърлъ
- Енгин Арда – Ерджан
- Фатих Коджа –	Джингьоз Чайърлъ
- Тургай Байдур – Али Кемал Чайърлъ
- Мурат Шахан –	Хюсрев Каятан
- Анъл Индже – Джахит Каятан
- Енис Айбар – Джеват Каятан
- Улви Ийт – човек на Джеват
- Догукан Явуз – Рюштю
- Мустафа Сарач – Рюстем
- Озан Ийт – Ариф
- Ердем Кайнарджа –	Тарък Лето
- Батухан Хантал – Фуат
- Яшар Гюндем – вуйчо Хафъз

## Излъчване
| Сезон | Епизоди | Начало на сезона  | Край на сезона | Всички епизоди | ТВ сезон    | ТВ канал | Дата и час        |
| ----- | ------- | ----------------- | -------------- | -------------- | ----------- | -------- | ----------------- |
| 1     | 34      | 21 септември 2023 | 30 май 2024    | 1 – 34         | 2023 – 2024 | NOW      | четвъртък (20:00) |
| 2     | 29      | 26 септември 2024 | 15 май 2025    | 35 - 63        | 2024 –      | NOW      | четвъртък (20:00) |